# 西彼杵半島

西彼杵半島の位置。スペースシャトル標高データ使用。

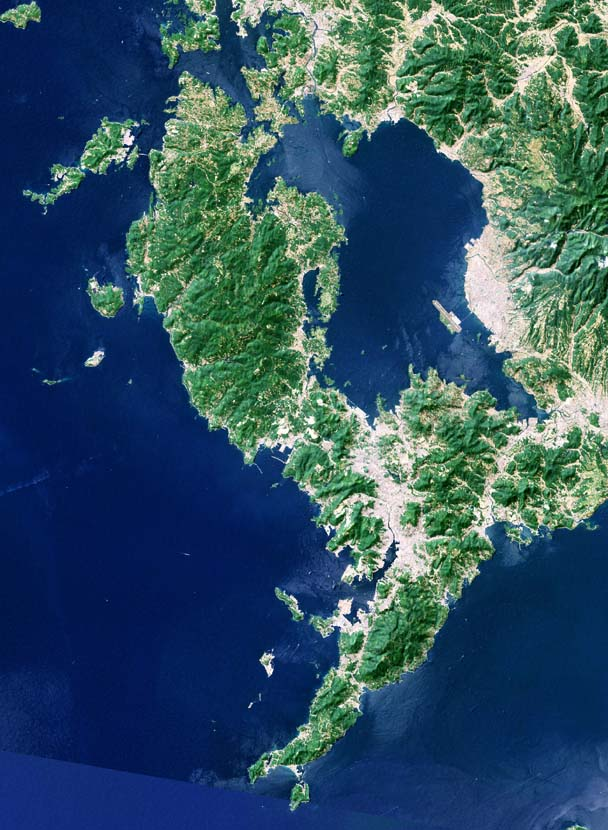
長崎半島（下）と西彼杵半島（上）のランドサット衛星写真。スペースシャトル標高データ使用。

西彼杵半島（にしそのぎはんとう）は、九州北西部・長崎県域にある半島の一つ。西彼半島（せいひはんとう）とも呼ばれる。

## 地理
九州北西部の長崎県域のうち、九州本土域では北松浦半島が北へ突き出し、その南では逆卍形に西彼杵半島・長崎半島・島原半島と三つの半島が突き出す。西彼杵半島は3半島のうち北西に突き出した半島である。
半島は周辺部も含め長崎県に属する。市町村は西海市、長崎市北部の三重・外海・琴海地区、および西彼杵郡時津町の2市1町がほぼ該当する。ただし、どこまでを西彼杵半島に含めるのかについては意見の相違が存在し、半島のつけ根部分にあたる西彼杵郡の長与町、諫早市、長崎市の式見や福田地区などを含む場合もある。
針尾瀬戸・針尾島・早岐瀬戸を挟んで九州本土に向かい合う。東岸は大村湾、北岸は佐世保湾、西岸は五島灘に面する。なお五島灘の西彼杵半島南部から式見・福田までの沿岸部は特に角力灘（すもうなだ）と呼ばれる。各海域は南の東シナ海へ繋がる。

## 自然
全体的にはV字谷が多数刻まれた隆起準平原である。五島灘に面した西部の海岸は断層崖で、各河口に小規模な平野と入り江がある他は切り立った断崖が続く。一方、大村湾に面した東岸はリアス式海岸で、入り江や小島が多い。
南部・中部は結晶片岩主体の「長崎変成岩類」（西彼杵変成岩類）からなるが、北部は玄武岩質の溶岩台地で、中・南部より標高が低く、起伏も少ない。堆積岩からなる部分は少ないが、五島灘の各島における炭鉱や七釜鍾乳洞などは第三紀層である。
中央部には標高561mの長浦岳を最高峰に、飯盛山（531m）・タンポ山（473m）・三方山（412m）・樫井岳（404m）・白岳（356m）・虚空蔵山（307m）などの山が連なる。半島の全体に亘って200-400mほどの丘陵地が広がり、それらは徐々に標高を下げながらも海岸まで迫る。平野部は各河川の下流域に沿って僅かに広がるのみである。
主な河川は神浦川・雪浦川・多以良川・伊佐ノ浦川・木場川・大明寺川（中山川）・西海川などがある。最大の雪浦川は延長12.9km・流域面積55.7km2に達するが、長崎県内の河川の例に漏れず、山間部の渓流が中流域を経ずそのまま河口に繋がるような小河川が多い。
東シナ海を北上する対馬海流の影響もあり、気候は温暖で、年間降水量も約2,000mmほどと多い。本来の植生はシイ・カシ類からなる照葉樹林だが、植林によるスギ・ヒノキ林に置き換わった山林も多い。海浜植物はアコウ、ハマビワ、ハマボウ、ハマゴウ、ツルナなどが各地の海沿いで見られる。陸生哺乳類としては、後述の通り現在でもイノシシが生息する他、周辺地域も含めればホンドギツネ（県のレッドリストで準絶滅危惧種に指定）やニホンジカなども確認されている。
優れた自然景観から、長浦岳西側斜面にはながさき県民の森が整備され、周囲の島嶼も含めた3,065haが「西彼杵半島県立公園（英語版）」に指定されている。九州自然歩道に指定された道もある。
江戸時代から明治時代までは、西彼杵半島と蛎浦島や崎戸島や松島や大島の一帯や平戸瀬戸や甑島列島にも捕鯨基地が点在しており、それらの中には著名な鯨組も含まれていた。古代には有明海で捕鯨が行われていた可能性を示唆させる資料も発見されている。また、昭和時代の初期までは天草下島の牛深町の沿岸にも北上するクジラが来遊しており、野間半島の笠沙町では過去にホエールウォッチングも行われていた。これらの判断材料からも、西彼杵半島の沿岸にも本来は多数のクジラ、特に沿岸性のヒゲクジラ類が回遊していたことがうかがえる。

## 居住地域

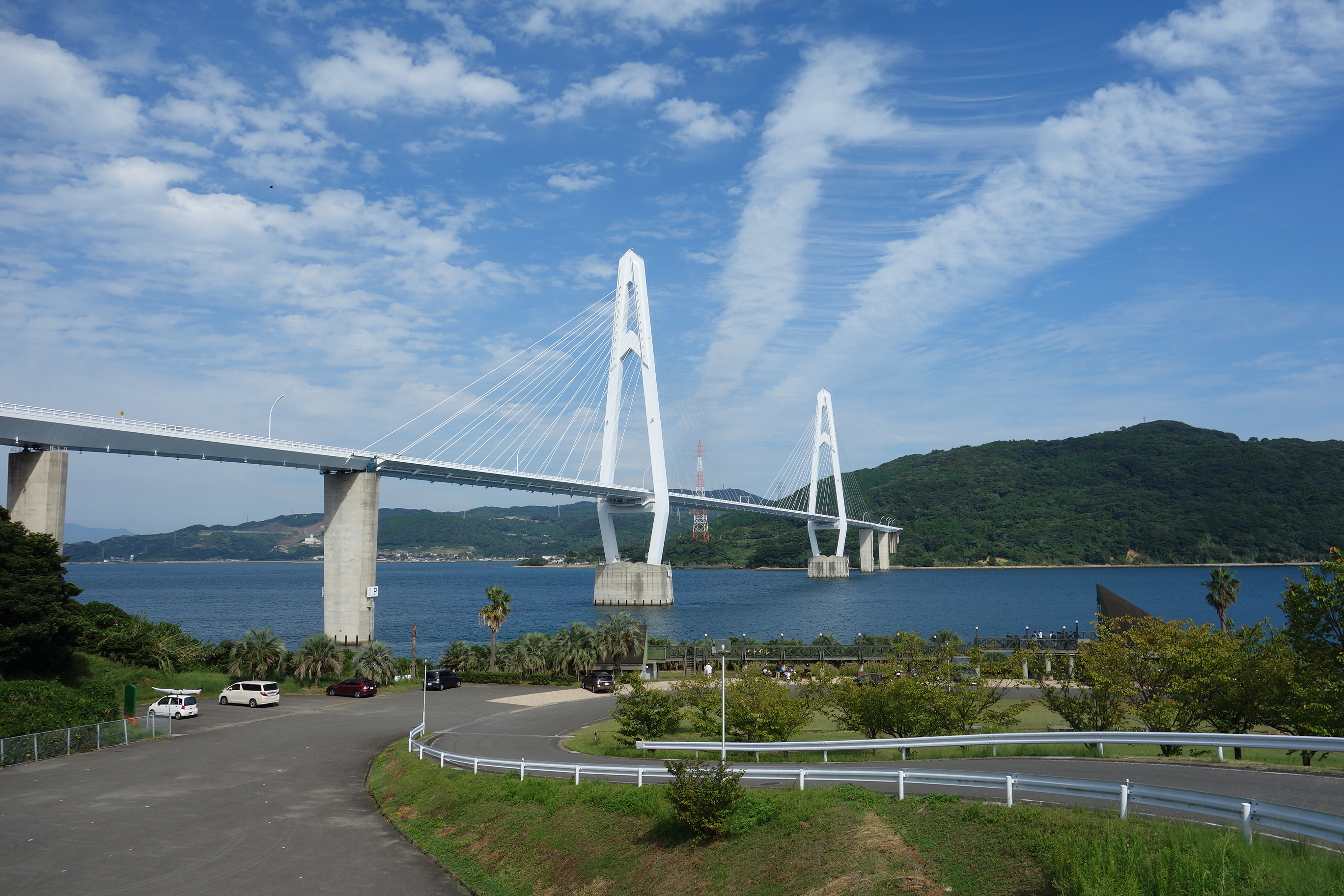
大島大橋

各地の河口周辺に半農半漁を起源とする集落があるが、半島中央の山間部では開拓集落もある。室町-江戸期にはキリスト教が布教されたが、外海地区ではその後の迫害により五島列島へ逃れたキリシタン住民もいた。江戸期に捕鯨産業、明治-昭和期に石炭産業が栄えた時期もあったが、20世紀後半からは長崎市や佐世保市へ通勤する人が増えた。
平地に乏しいため段々畑が多く、神浦の大中尾地区など棚田が作られた地域もある。ミカン・ブドウ（巨峰）・サツマイモ・スイカなどの栽培が盛んである。また中央部の山地を中心に畜産業、大村湾では真珠養殖も行われている。
かつてはイノシシによる農作物被害が起こっていたため、各地の山中にはイノシシの侵入を食い止める目的で作られた「猪垣」（ししがき）が見られ、長崎県の有形民俗文化財に指定されている。しかし、2000年代に入って再びイノシシとヒトとの軋轢が顕著になり、問題となっている。

### 交通機関
西部・北部の海沿いを国道202号、東部の海沿いを国道206号が走り、県道12号、県道43号などの県道や広域農道が各所を繋ぐ。佐世保方面には西海橋・新西海橋が架かり、大島・崎戸には大島大橋（県道52号）が架かる。
半島部では長崎自動車およびさいかい交通によるバス運行が公共交通のメインである。船便は松島・池島・五島（福江・奈留）・佐世保・大村などの航路がある。鉄道は長崎本線が半島の外れの長与町-長崎市中部域、大村線が針尾島を越えた佐世保市街地の近郊を走るにとどまる。